# Buckow
Buckow là một đô thị thuộc huyện Märkisch-Oderland, bang Brandenburg, Đức.

## Thành phố kết nghaix
- Brilon, Đức
- Łagów, Ba Lan